# 江戸川学園校長解任事件
江戸川学園校長解任事件（えどがわがくえんこうちょうかいにんじけん）は、2004年に学校法人江戸川学園が運営する江戸川学園取手中学校・高等学校の校長の解任に係る事件。最高裁の判決により「学校が生徒募集の際に説明した教育内容が変更されたことが不法行為となるのは、変更の必要性や合理性などの事情に照らしても社会通念上、是認できない場合に限られる」との判断が下された。

## 概要
学校法人江戸川学園は、2004年7月15日の理事会で「法人からの独立運動に関与した」として当時の江戸川学園取手中学校・高等学校の校長を解任した。これにより、道徳授業は廃止され、道徳教育の回数は減少し、それまで校長によって行われていた論語に依拠した道徳教育は行われなくなった。これに対して生徒保護者は、校長の道徳教育があるから入学させた、校長の道徳教育が行われないことは債務不履行であると反発し、2005年3月7日、約3260万円の損害賠償と、前校長が行ってきた従来通りの道徳教育を行うよう求める民事訴訟に発展した。

## 裁判
2005年5月17日、東京地裁（中村也寸志裁判長）で第1回口頭弁論が開かれ、学園側は「教育内容をどうするかという判断は司法審査になじまない。また、保護者は契約の当事者ではない」として請求棄却を求めた。意見陳述で保護者の1人は「入学の最大の目的だった独自の道徳教育を一方的に廃止したのは契約違反であり、公共性がある学校法人として無責任」と主張した。
2006年9月26日、東京地裁（中村也寸志裁判長、河野清孝裁判長代読）は「教育の具体的な内容は学校に広範囲に委ねられており、学校案内通りの教育をしなかった場合でも、直ちに違法性があるとはいえない」として学校側の裁量権を認めたため、保護者側の敗訴となった。
2007年10月31日、東京高裁（柳田幸三裁判長）は学校案内などで紹介していた教育内容を入学後に変更したことで、父母らの「学校選択の自由を不当に侵害した」と判断し、保護者側に慰謝料計480万円を支払う判決を言い渡した。この判決により、江戸川学園の逆転敗訴となった。
江戸川学園はこれを承服せず、上告受理の申し立てを行い、これが認められて上告審が開かれることになった。なお二審判決直後の新聞記事では、学園側は憲法問題であるとして最高裁判所に上告する意向であるとあったが、最終的な最高裁判決では、上告受理のみ行われたとなっている。
2009年12月10日、最高裁第一小法廷（甲斐中辰夫裁判長）で上告審判決が開かれ、最高裁は「論語教育の廃止は保護者らの期待や信頼を損なう違法なものとは認められない」として、二審の東京高裁判決を破棄、保護者側の控訴を棄却した。これにより保護者側の逆転敗訴が確定した。
判決では、教育内容等の変更により、親が学校の宣伝通りの教育が行われるという期待・信頼を損ねた場合について「期待・信頼は個々の親で異なり、必ずしも一様でないため、それだけで不法行為を構成するものには当たらない」と指摘。
また、教育内容の決定に関しては「学校教育における諸法令や学習指導要領の下において、教育の専門家であり学校の内部事情に精通する学校設置者や教師の裁量に委ねられるべきであり、教育的効果の検討、評価による変化で教育内容等が変更される場合も学校設置者や教師の裁量に委ねられるべき」とした。
その上で、校長を解任した後も学習指導要領に沿った道徳教育が継続して行われており、学校の教育理念及び教育内容等の水準に大きな損失や低下が見られないことを考慮した上で「論語に依拠した道徳教育を廃止したことは、違法な不法行為を構成するものとは言えない」と結論付けた。

### 最高裁の判断に対する評価
法政大学教授・尾木直樹は「『教育内容を著しく変えたわけではなく、変更は許される範囲だった』というのは常識的な判断だ。道徳教育を教える立場から見ると、同校の道徳教育はむしろ以前より充実しているし、私立学校にはもともと多様な教育が認められており、教育内容が保護者の言うとおりになったら学校教育が成り立たない。教育内容を巡る論争は裁判に持ち込むのは好ましいことではなく、対立関係が残らないか心配だ」と肯定的に評価した上で今後の懸念点について指摘している。
一方、東北大学法科大学院教授・渡辺達徳は「親の学校選択の自由を保護すべき権利が侵害されたと認められる条件は厳しく、結果的に学校側の裁量を広く容認することになってしまう」と指摘している。